# جشنواره بین‌المللی کارتاژ
جشنوارهٔ بین‌المللی کارتاژ (عربی: مهرجان قرطاج الدولي) یک جشنوارهٔ موسیقی است که از سال ۱۹۶۴ هر ساله در ژوئیه و اوت در شهر ساحلی کارتاژ تونس برگزار می‌شود.
جشنوارهٔ کارتاژ از زمان تأسیس خود، میزبان هنرمندانی چون یوسو اندور، دالیدا، جیمز براون، لویی آرمسترانگ، ری چارلز، آلفا بلوندی، جو کاکر، سرژ لاما، ژرار لنورمان و شارل آزناوور بوده‌است.